# مانون فالنتينو
مانون فالنتينو (بالفرنسية: Manon Valentino)‏ هي دراجة فرنسية، ولدت في 25 أغسطس 1990 في فالريس في فرنسا.

## وصلات خارجية
- مانون فالنتينو على موقع أرشيف الدراجات (الإنجليزية)
- مانون فالنتينو على موقع نتائج كأس العالم لسباقات دراجات (بي.أم.إكس) (الإنجليزية)
- مانون فالنتينو على موقع اللجنة الأولمبية الدولية (الإنجليزية)
- مانون فالنتينو على موقع أوليمبيديا (الإنجليزية)
- مانون فالنتينو على موقع اللجنة الأولمبية الفرنسية (مؤرشف) (الفرنسية)